# Netherdale
Das Netherdale ist ein Sportkomplex in der schottischen Kleinstadt Galashiels, Council Area Scottish Borders, Vereinigtes Königreich. Dazu gehört das Fußballstadion (durch Sponsoringvertrag offiziell The 3G Arena) und ist die Heimspielstätte des lokalen Fußballvereins Gala Fairydean Rovers. Daneben liegt das Rugbystadion, auf dem, bis zu ihrer Auflösung 2007, die Border Reivers spielten. Der Rugby-Union-Club Gala RFC nutzt das Rugbystadion seit der Eröffnung.

## Geschichte
Bis 1912 wurden verschiedene Spielstätten in Galashiels genutzt. Im selben Jahr entstand das erste Stadion am Standort, das zunächst als Rugby- und ab 1929 auch als Fußballstadion diente. Die Gesamtkosten des Tribünenbaus beliefen sich auf 1150 £. Mit der Einrichtung eines direkt angrenzenden, als „New Netherdale“ bezeichneten Rugbystadions 1962 stand der ursprüngliche Platz ausschließlich dem Fußball zur Verfügung. 1963 wurden die alten Tribünen abgebrochen und eine neue Tribüne im Folgejahr eröffnet. Sie bietet rund 750 Zuschauern Platz und ihr Bau schlug mit rund 20.000 £ zu Buche. Das erste Fußballspiel im neuen Stadion fand im November 1964 gegen East Fife statt. 1965 wurde der Bau in der Fachzeitschrift Architecture Today vorgestellt.
2006 wurden die Tribünen von Netherdale in die schottischen Denkmallisten in der Denkmalkategorie B aufgenommen. Diese Entscheidung nahm die Lokalbevölkerung verwundert auf, die die moderne Tribüne teilweise als unästhetisch empfand und mit Spottnamen versah. Auch heizte der kürzliche Abriss eines Sandsteingebäudes im Stadtzentrum zu Gunsten eines Supermarktes die Diskussion an. 2013 wurde der Tribünenbau in die höchste Denkmalkategorie A hochgestuft.

## Tribünen
Die Tribünen entlang der Nether Road an der Westseite des Stadions wurden nach einem Entwurf des modernistischen Architekten Peter Womersley erbaut, der unter anderem auch den Komplex High Sunderland in der Region gestaltete. Sie besteht aus zwei gegeneinander verkippten Keilen aus Beton. Vier rückwärtige Spannbänder stabilisieren die Struktur. Die filigran wirkende Architektur mit der dünnen Rückwand, auf der das Dach zu balancieren scheint, zeigt den Fortgang von der rein funktionalen Architektur Le Corbusiers hin zum ästhetischen Formalismus. Im Volksmund werden die Tribünen ablehnend unter anderem mit sowjetischen Sichtbetonbauten aus den 1960er Jahren verglichen.

## Austragungsort bei Rugby-Weltmeisterschaften
Netherdale war bei der Frauen-Rugby-Union-Weltmeisterschaft 1994 Spielort von sechs Partien. Danach fand bei der Rugby-Union-Weltmeisterschaft 1999 hier eine Partie statt.
- 02. Okt. 1999, Gruppe A:  Uruguay –  Spanien 27:15

## Galerie

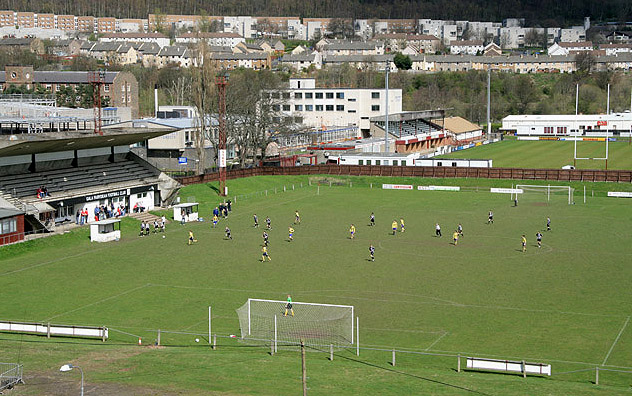
Im Vordergrund das Fußballstadion und im Hintergrund das Rugbystadion (April 2008)
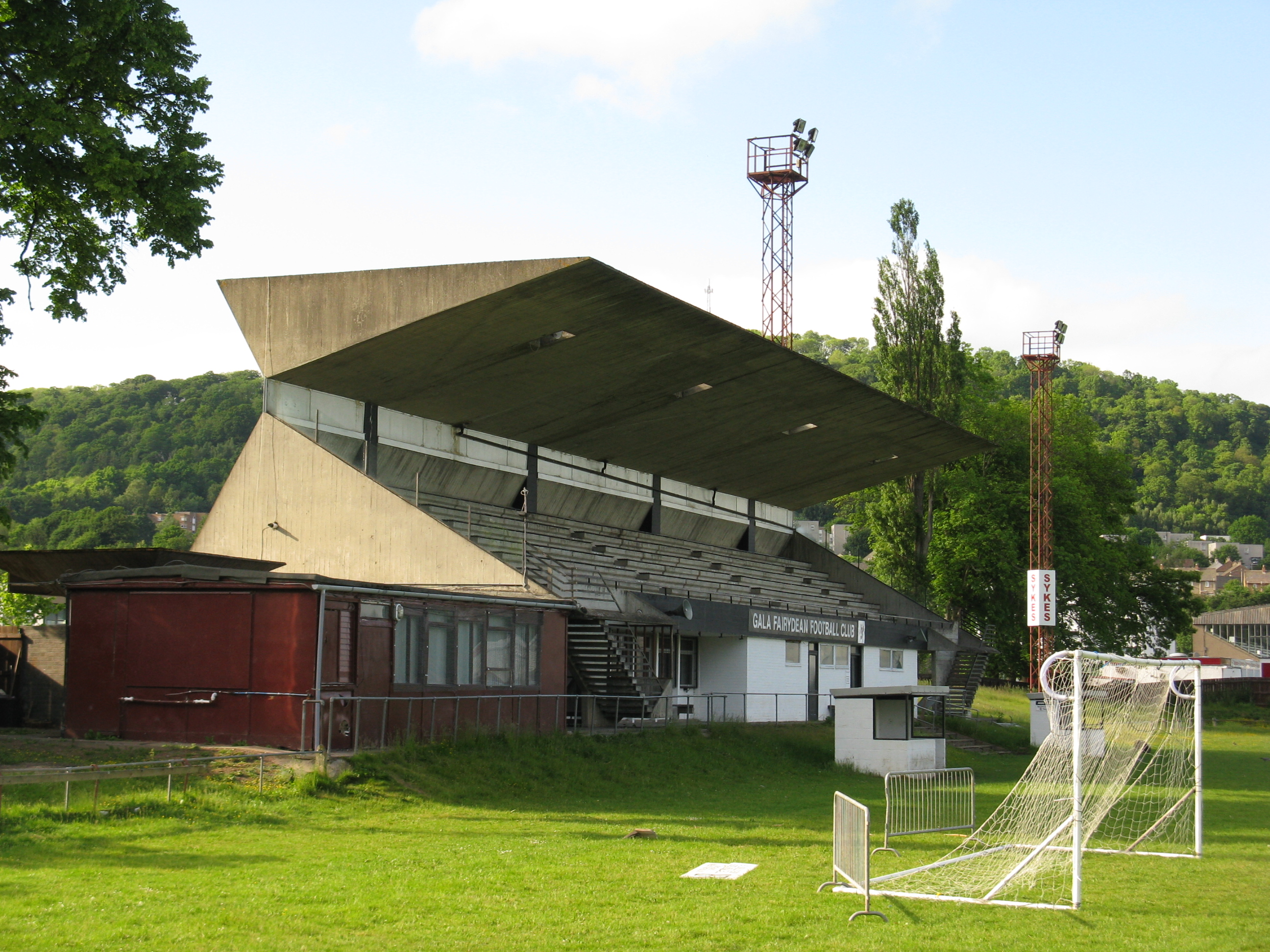
Tribünen von Netherdale (Juni 2010)
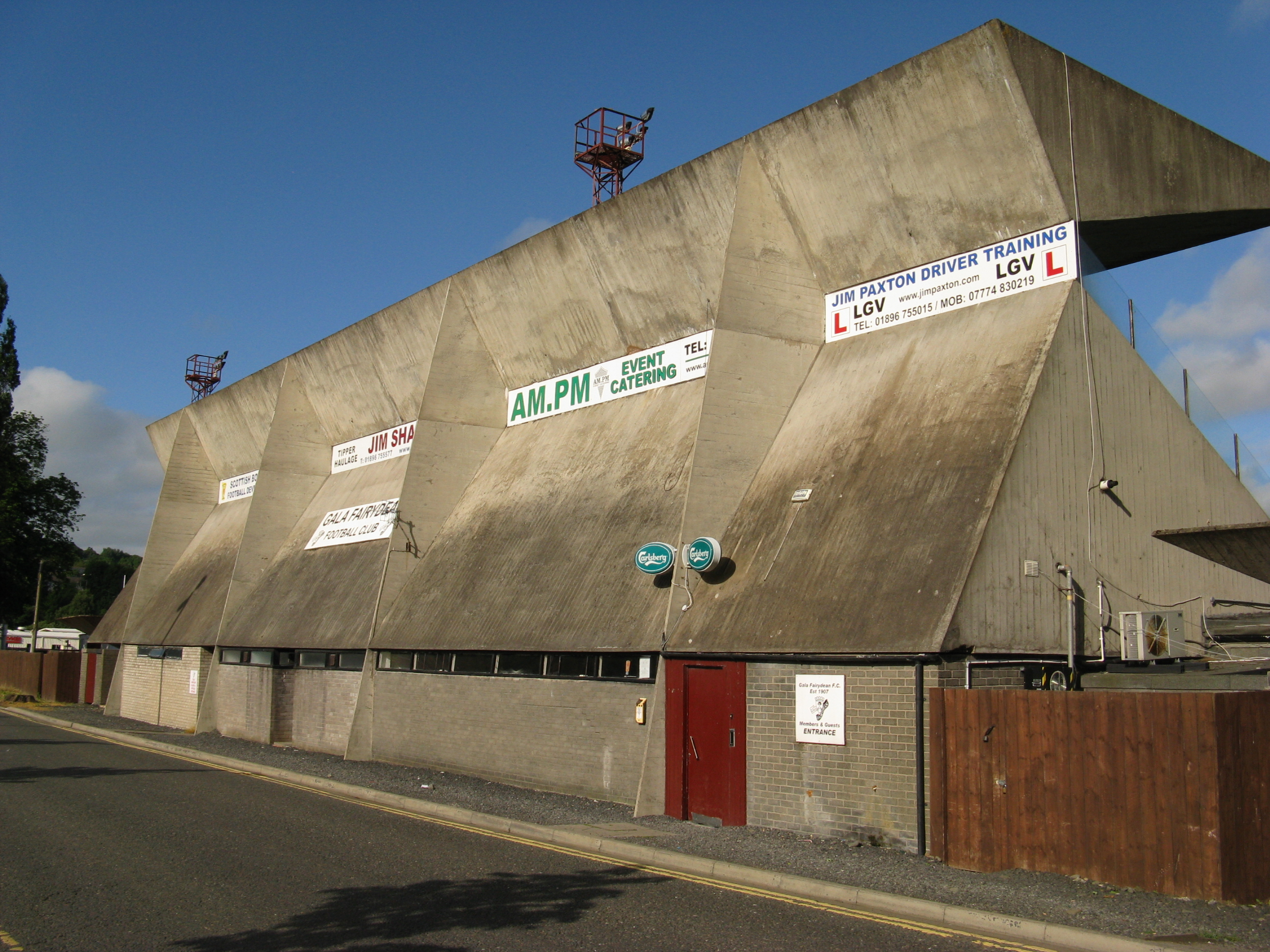
Rückansicht (Juni 2010)